# Pan Tadeusz
Pan Tadeusz (fuld polsk titel: Pan Tadeusz, czyli ostatni zajazd na Litwie. Historia szlachecka z roku 1811 i 1812 we dwunastu księgach wierszem: Pan Tadeusz, eller den sidste adelsfejde i Litwa) er en episk digtning af den polsk forfatter Adam Mickiewicz. 
Med tolv sange og mere end ti tusind linjer anses Pan Tadeusz tit som det eneste vellykkede epos fra det 19. århundrede. Det blev udgivet første gang i 1834 i Paris. Valdemar Rørdam oversatte det til dansk.
Teksten begynder således:
Du, Litwa, mit hjemland; er lig vor ungdoms kraft:

Kun den, der har mistet dig, forstår hvad han har haft.

Nu ser jeg din skønhed, længes nætter og dage;

af min hjemve stiger lovsang og bærer mig tilbage.
I Polen er Pan Tadeusz obligatorisk læsning i skolerne, og de fleste polakker kender dele af teksten udenad.
Den polske filminstruktør Andrzej Wajda instruerede Adam Mickiewicz's digt som film i 1999 med samme titel.
Se også diskussionen af Du, Litwa, mit hjemland i artiklen Adam Mickiewicz.
| Bog | Spire Denne artikel om bøger og tidsskrifter er en spire som bør udbygges. Du er velkommen til at hjælpe Wikipedia ved at udvide den. |